# Charles Tournemire

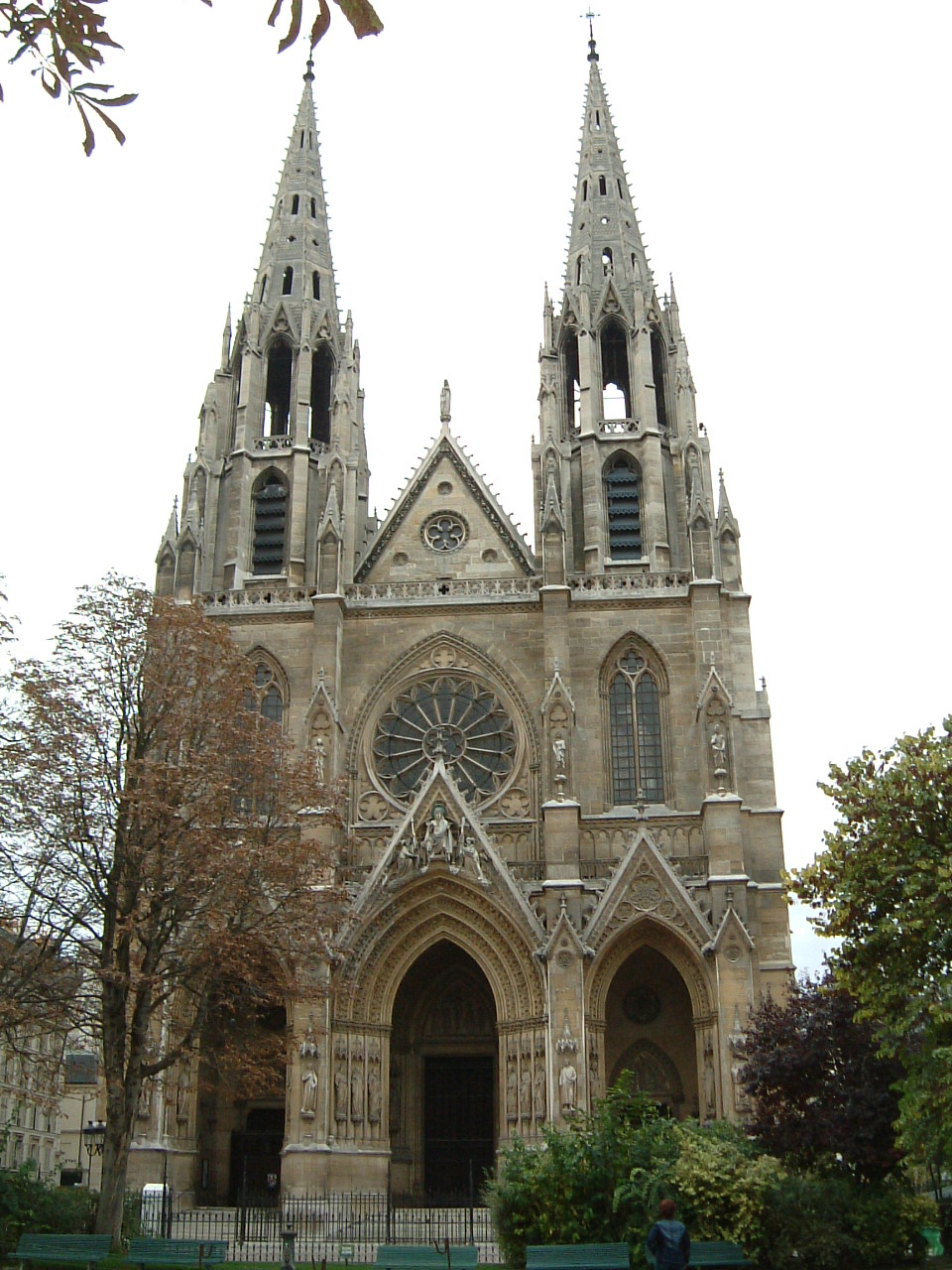
Basílica de Santa Clotilde de París, donde Tournemire fue organista más de 40 años.

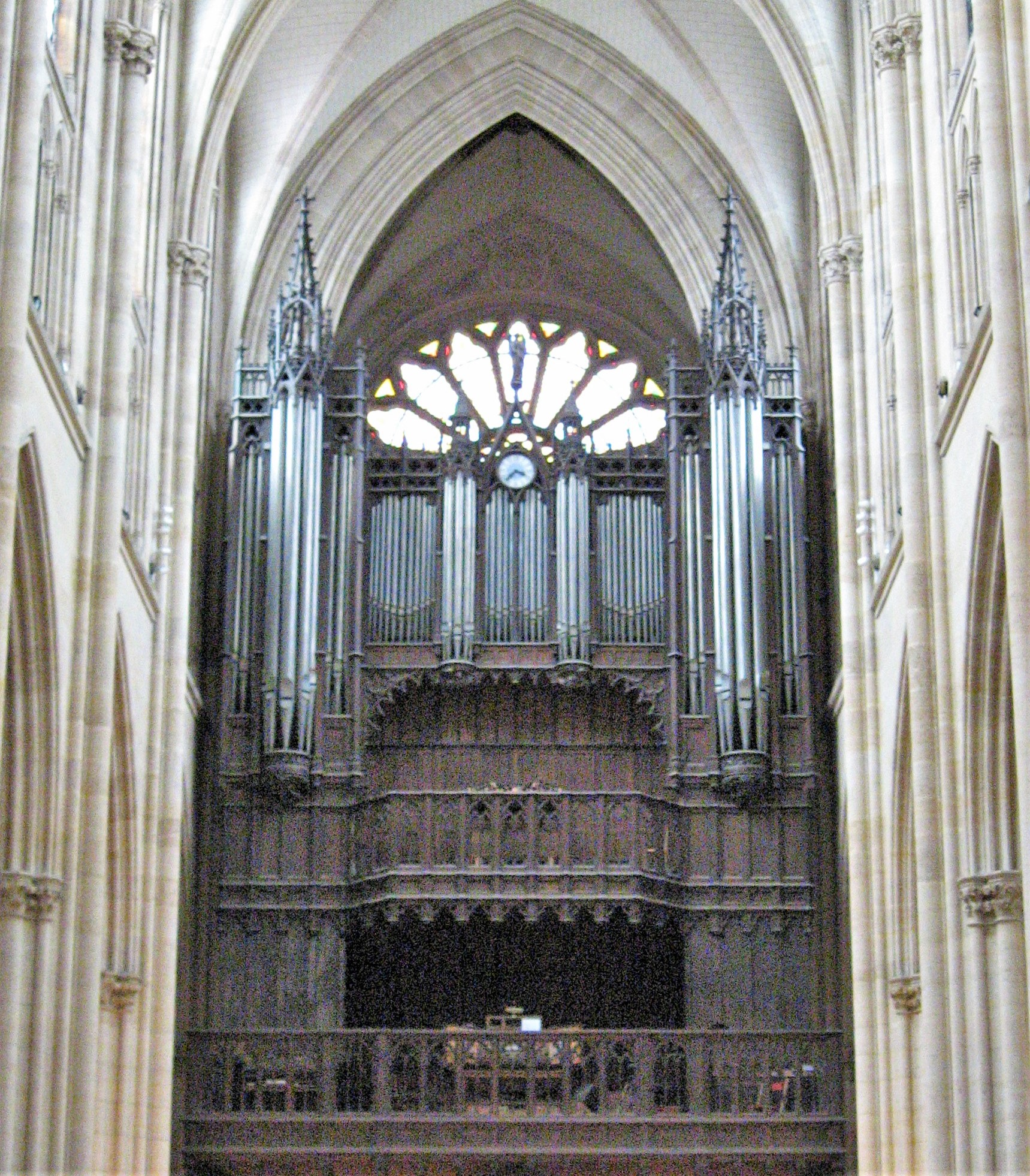
Órgano de Santa Clotilde

Charles Tournemire (Burdeos, 22 de enero de 1870 - Arcachón, 4 de noviembre de 1939) fue un organista, improvisador y compositor francés.

## Biografía
Tournemire fue el más joven alumno de César Franck y remplazó a Gabriel Pierné (1863-1937) en el puesto de organista en la basílica de Santa Clotilde de París. Fue su titular desde 1898 hasta 1939.
Organista muy reputado por sus improvisaciones, sus obras para órgano son numerosas, muy respetuosas con la liturgia, y que, fundamentalmente, se recogen en el conjunto l'Orgue Mystique (constituido por 51 misas del año litúrgico católico). Compuso igualmente ocho sinfonías, varios oratorios, pequeñas piezas para el piano, música de cámara y muchas canciones.
Charles Tournemire grabó en concierto, hacia 1930-1931, cinco improvisaciones en discos de 78 rpm. Este testimonio excepcional de la improvisación fue inmortalizado por Maurice Duruflé, uno de sus más famosos alumnos, que, pacientemente, entre 1956 y 1958, y a partir de los discos, reconstruyó y transcribió en partitura, esas obras maestras:
- Petite rapsodie improvisée;
- Cantilène improvisée;
- Improvisation sur le "Te Deum";
- Fantaisie-Improvisation sur l'"Ave maris stella";
- Choral-Improvisation sur le "Victimae paschali laudes".

## Discografía
- L’Orgue mystique: Cycle de Noël, op. 55 — Cycle de Pâques, op. 56 — Cycle Après La Pentecôte, op. 57 par Georges Delvallée (orgue);
- Charles TOURNEMIRE: Rhapsodie, op. 29 - Poème mystique, op. 33 - Cloches de Châteauneuf-du-Faou, op. 62 - Etudes de chaque jour, op. 70 - Douze Préludes-Poèmes op. 58 par Georges Delvallée (piano).

- Datos: Q547168
- Multimedia: Charles Tournemire / Q547168